# Wayne Fontana and the Mindbenders
Wayne Fontana and the Mindbenders bili su tipični engleski beat sastav šesdesetih godina prošlog stoljeća iz Manchestera .

## Povijest sastava
Sastav je osnovan 1962. da bude prateći orkestar pjevača Wayne Fontane (rođenog kao Glyn Ellis, 1945. u Manchester-u, Engleska). Prvi članovi sastava bili su; Bob Lang, Ric Rothwell i Eric Stewart, 1963. sastavu se pridružio Grahame Foote.
Sastav je imao par većih hitova ranih šesdesetih poput; Love Potion No. 9, Um Um Um Um Um Um i Game of Love ( #2 u Britaniji, #1 u S.A.D., 1965.). A onda su uslijedili neuspjesi, tako da je usred američke turneje 1965., pjevač Fontana naprasno usred koncerta napustio grupu. 
Zatim je gitarist Eric Stewart preuzeo ulogu solo pjevača u sastavu koji se prezvao u The Mindbenders. Prvi singl sastava bio je i veliki uspjeh Groovy Kind of Love (skladba Carole Bayer Sagera i Toni Winea ). Ploča se popela na #2 u Americi ( ovaj hit uspješno je obradio Phil Collins 1980. - tih). Nakon toga sastav više nije imao takvih uspjeha i raspao se 1968.
Pjevač Wayne Fontana, nastavio je karijeru kao solist, 1967. snimio je relativno uspješnu singl ploču Pamela, Pamela, koja se popela # 11 na britanskim ljestvicama popularnosti. Nakon toga njegova zvijezda je počela tamniti, 2005. nakon bankrota uhićen je i smješten u umobolnicu na liječenje.

#### sigl ploče
- "Hello Josephine" / "Road Runner" (skladba Bo Diddleya) - 1963 - Britanija #46
- "For You, For You" / "Love Potion No. 9" - 1963
- "Little Darlin'" / Come Dance With Me - 1964
- "Stop Look and Listen" / Duke of Earl - 1964 - Britanija #37
- "Um Um Um Um Um Um" / "First Taste of Love" - 1964 - Britanija #5
- "Game of Love" / "Since You've Been Gone" - 1965 - Britanija #2, S.A.D. #1
- "Just a Little Bit Too Late" / "Long Time Comin'"- 1965 - Britanija #20, S.A.D. #45
- "She Needs Love" / "Like I Did" - 1965 - Britanija #32

## Vanjske poveznice
- Stranice wayna fontane
- Službene stranice
- Životopis Mindbendersa  Arhivirana inačica izvorne stranice od 28. rujna 2007. (Wayback Machine)